# Bosques (Buenos Aires)
Bosques é uma cidade da Argentina, na província de Buenos Aires, localizado na área metropolitana de Gran Buenos Aires.